# Piłka nożna siedmioosobowa na Letnich Igrzyskach Paraolimpijskich 2008
Piłka nożna siedmioosobowa na Letnich Igrzyskach Paraolimpijskich 2008 odbywała się w dniach 8 - 16 września na obiekcie Olympic Green Hockey Field w Pekinie

## Obiekty
| Obiekt                     | Miasto | Funkcja           |
| Olympic Green Hockey Field | Pekin  | Zawody i treningi |

## Konkurencje
- Turniej mężczyzn (8 drużyn)

## Klasyfikacja niepełnosprawności
W zawodach mogą wystąpić zawodnicy posiadający porażenie mózgowe.

## Program
| Piłka nożna siedmioosobowa |  |  |  |  |  |  |  |  |  |  | F |

16 września
- Turniej mężczyzn

## Medale
| Konkurencja      | Złoto | Srebro | Brąz |
| Turniej mężczyzn | Ukraina Wołodymyr Antoniuk (kapitan) Kostiantyn Symaszko Констянтин Симашко Witalij Truszew Serhij Wakułenko Taras Dutko Anatolij Szewczyk Ołeksandr Dewłysz Iwan Szkwarło Andrij Cukanow Denys Ponomariow Mykoła Michowycz Ihor Kosenko Trener: Serhij Owczarenko | Rosja Iwan Potiechin (kapitan) Aleksandr Lekow Łasza Murwanadze Pawieł Borisow Aleksiej Tumakow Aleksiej Czesmin Andriej Kuwajew Oleg Smirnow Andriej Łożecznikow Gieorgij Nadzharjan Mamuka Dzimistariszwili Stanisław Kołychałow Trener: Awtandił Baramidze | Iran Ardeshir Mahini (kapitan) Esmaeil Malekzadeh Bahman Ansari Morteza Heidari Ehsan Gholam-Hosseinpour Moslem Akbari Abdolreza Karimzadeh Habibollah Heidari-Mehr Gholamreza Najafi Hadi Safari Rasoul Atash-Afrouz Trener: Alireza Raadi |